# 现当代文学
在中国文学史上，现当代文学是现代文学和当代文学的合称。自1919年五四运动到1949年这一段时期出生的作家，其作品都称为现代文学。1949年到1979年的30年间的作家作品，称为当代文学。从1980年算起30年的文学，称之为新时期文学。但新时期文学在中国文学史上的定义目前尚有争议。